# Ingrid Pokropek

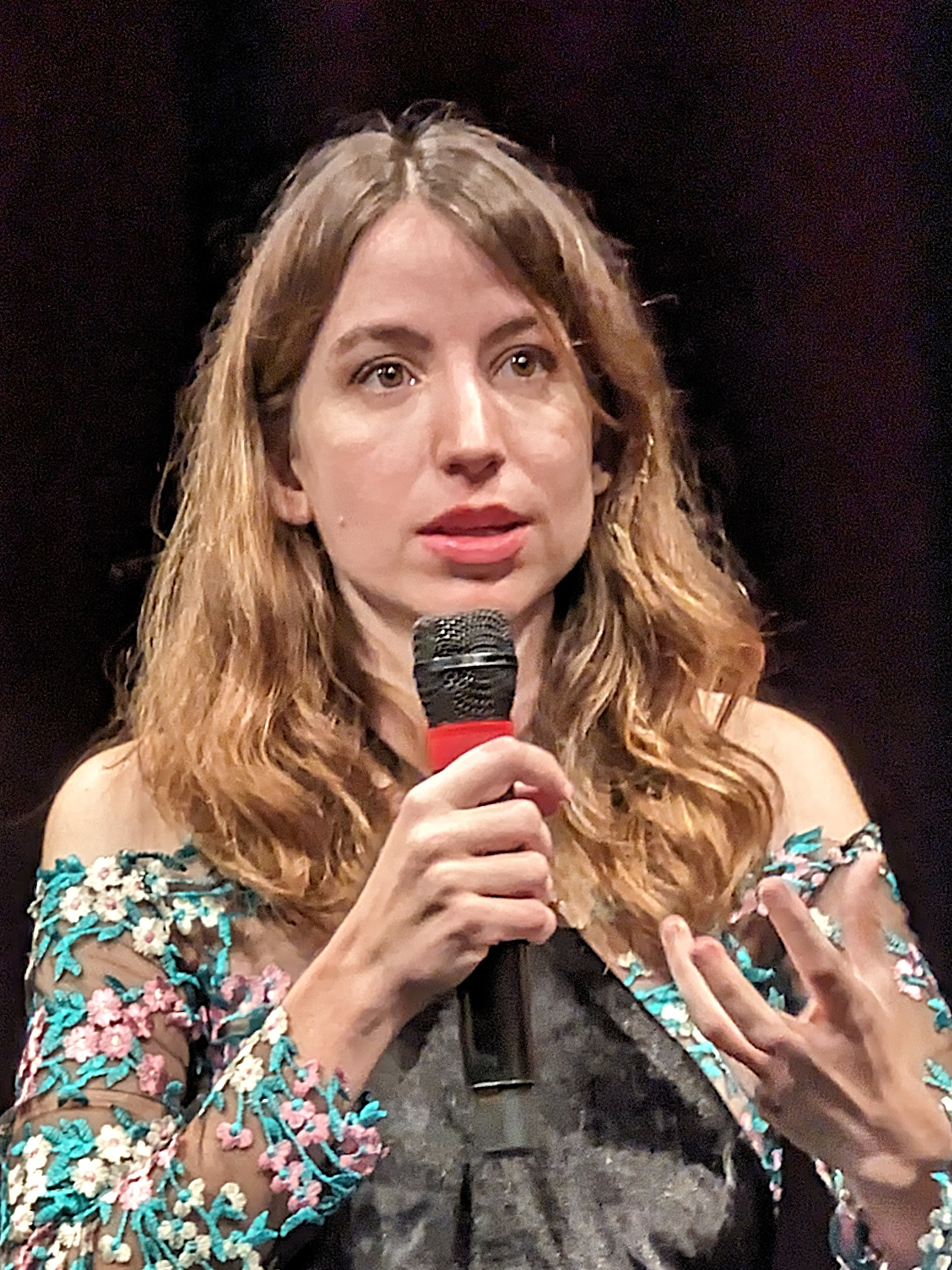
Ingrid Pokropek auf der Berlinale 2024 bei der Vorstellung ihres Films Los tonos mayores.

Ingrid Pokropek (* 1994 in Buenos Aires) ist eine argentinische Regisseurin, Drehbuchautorin, Produzentin und Dozentin.

## Biografie
Sie studierte an der Fundación Universidad del Cine (FUC), einer Filmschule in Buenos Aires, an der sie Dozentin für den Bereich Drehbuch ist. Zusammen mit den Filmemachern Mariano Llinás, Laura Citarella, Agustín Mendilaharzu und Alejo Moguillansky ist sie Teil des Produktionshauses El Pampero Cine.
Ihr erster Kurzfilm als Regisseurin, Recalculando von 2014, nahm am Nationalen Kurzfilmwettbewerb des 29. Festival Internacional de Cine de Mar del Plata teil. Der Kurzfilm „Es una ficción de arena“ aus dem Jahr 2016 nahm am Wettbewerb des International Student Film and Video Festival of the Beijing Academy teil. Er war Teil des Fiktion-Wettbewerbs des CineMAiubit International Student Film Festival Bucharest und vom Mostra Escolas de Cinema CIBA-CILECT Latin American Film Festival in São Paulo. Shendy Wu: A Diary (2019) wurde für den Kurzfilmwettbewerb des 21. Buenos Aires Internationales Festival des Independent-Films und des 7. Festival Internacional de Cine de Cosquín ausgewählt.
Im Jahr 2022 betreute sie die Filme Trenque Lauquen (Regie: Laura Citarella), Clementina (Regie: Agustín Mendilaharzu, Constanza Feldman) sowie La Edad Media (Regie: Luciana Acuña, Alejo Moguillansky) als Produzentin. Im Rahmen der 74. Internationalen Filmfestspiele Berlin 2024 hatte Los tonos mayores in der Sektion Generation Kplus seine internationale Premiere. Bei diesem Werk schrieb sie das Drehbuch, produzierte und führte Regie.

## Filmografie
- 2014: Recalculando (Recalculating)
- 2017: Es un ficción de arena (It’s Sand Fiction)
- 2017: Si fuera una serpiente (If It Was a Snake)
- 2019: Shendy Wu: un diario (Shendy Wu: A Diary)
- 2021: Chico Eléctrico (Electric Boy)
- 2023: Los tonos mayores (The Major Tones)